# Diaphus schmidti
Diaphus schmidti és una espècie de peix de la família dels mictòfids i de l'ordre dels mictofiformes.

## Morfologia
- Els mascles poden assolir 5,3 cm de longitud total.[4][5]

## Hàbitat
És un peix marí i d'aigües subtropicals que viu entre 100-1.400 m de fondària.

## Distribució geogràfica
Es troba a les regions tropicals i subtropicals del Pacífic.